# Gasurladdningsrör
Gasurladdningsrör är en anordning av katod och anod inuti ett gasfyllt glasrör i vilket en ljusutsöndrande gasurladdning uppstår när en särskild minimispänning appliceras. Röret innehåller gas med lågt tryck.
Gasurladdningsrör används bland annat hos neonrör, lysrör etc.